# Inácio da Catingueira
Inácio da Catingueira (31 de julho de 1845 – 1878 / 1879) foi um escravo, poeta, cantador e repentista brasileiro.
Analfabeto e de pai desconhecido, sequer tinha sobrenome e, por isso, ficou conhecido como Inácio da Catingueira por ter nascido e crescido, escravizado, em Catingueira, Paraíba.

Inácio da Catingueira foi um poeta, cantador e repentista brasileiro negro e escravizado, nascido em 1845 na cidade de Catingueira, no sertão paraibano, e falecido em 1879 ainda em condição de escravo, antes da abolição oficial da escravidão em 1888. Ele é uma figura histórica importante da literatura de cordel e da tradição oral nordestina, embora tenha sido marginalizado e apagado da história oficial.
Sua notoriedade se deve principalmente a uma famosa "peleja" - um duelo de rimas improvisadas - que ocorreu em 1870 no Mercado Municipal da cidade de Patos (PB), onde Inácio enfrentou Romano da Mãe D’Água, um pequeno proprietário rural branco e senhor de escravos. A disputa poética durou oito dias e ficou registrada em cordéis de autores como Silvino Pirauá de Lima e Leandro Gomes de Barros.
Na peleja, Romano tentava diminuir Inácio por sua condição de escravizado e sua cor, usando até ameaças e comparações violentas para intimidá-lo, enquanto Inácio, apesar das adversidades e da inferioridade social imposta, respondia com talento, coragem e habilidade na improvisação, subvertendo sua posição subalterna e afirmando sua identidade e dignidade. Essa batalha simboliza um ato de resistência e liberdade em um contexto de extrema violência e opressão.
Inácio da Catingueira era analfabeto e não possuía sobrenome próprio, sendo identificado pelo nome da sua terra natal, o que era comum entre pessoas escravizadas na época. Sua arte, passada inicialmente pela oralidade, foi posteriormente transcrita, sofrendo alterações, mas preservando a memória de sua voz e talento.
A figura de Inácio da Catingueira tem sido resgatada e reinterpretada na contemporaneidade, por exemplo, pelo rapper Emicida, que em sua canção "Inácio da Catingueira" homenageia esse pioneiro da literatura negra brasileira e faz um paralelo entre o repente nordestino e o rap, ambos com raízes na tradição oral africana e instrumentos de subversão social.
Em resumo, Inácio da Catingueira representa um símbolo de resistência cultural e racial, cuja trajetória articula a luta contra a escravidão e o apagamento histórico, evidenciando a importância da oralidade e da poesia como formas de afirmação da identidade negra no Brasil do século XIX

## Morte
Inácio veio a falecer em decorrência de uma pneumonia, em consequência de trabalhos no campo, com pouco mais de trinta e três anos de idade. Seu corpo não foi sepultado na fazenda, como de praxe faziam com os escravos. Repousa em uma praça, no centro da cidade, a qual leva o seu nome, tendo, inclusive, uma estátua em sua homenagem.